# 五日市駅
五日市駅（いつかいちえき）は広島県広島市佐伯区五日市駅前一丁目にある、西日本旅客鉄道（JR西日本）山陽本線の駅である。駅番号はJR-R06。
広島電鉄宮島線広電五日市駅と一体化されている。

## 歴史
- 1899年（明治32年）12月8日：山陽鉄道己斐駅（現・西広島駅） - 廿日市駅間に新設[5]。旅客・貨物取扱開始[3]。
- 1906年（明治39年）12月1日：山陽鉄道国有化[3]、官設鉄道の駅となる。
- 1909年（明治42年）10月12日：線路名称制定、山陽本線所属となる。
- 1963年（昭和38年）
  - 2月1日：貨物取扱廃止[3]。
  - 3月5日：貨物取扱再開[3]。
- 1964年（昭和39年）5月23日：駅舎改築[6]。
- 1971年（昭和46年）10月1日：再び貨物取扱を廃止[3]。
- 1985年（昭和60年）3月20日：所在地五日市町が広島市に編入合併、国鉄（→JR）特定都区市内制度における「広島市内」の駅となる[7]。
- 1986年（昭和61年）
  - 4月：みどりの窓口営業開始[8]。
  - 4月1日：荷物扱い廃止[3]。
  - 11月1日：橋上駅舎化（但し、この時点では自由通路は未完成）[1]。
- 1987年（昭和62年）
  - 3月27日：駅舎建て替えに伴い、広島電鉄宮島線広電五日市駅が当駅隣に移転[9]。
  - 4月1日：国鉄分割民営化に伴い、西日本旅客鉄道（JR西日本）の駅となる[3]。
- 2007年（平成19年）
  - 3月15日：エレベーター新設。
  - 5月31日：ICOCA対応自動改札機設置。
  - 9月1日：ICカード「ICOCA」が利用可能となる。
- 2021年（令和3年）3月13日：岩国方面からの上り列車の一部が2番のりばへ発着開始[注釈 1]。
- 2022年（令和4年）
  - 12月13日：この日限りでみどりの窓口営業終了[10]。
  - 12月14日：みどりの券売機プラス導入[10]。

## 駅構造
単式・島式ホーム複合型2面3線を有する地上駅。橋上駅舎を備える。1番のりばが単式、2・3番のりばが島式となっている。
バリアフリーにも対応しており南口・北口共に車椅子用スロープが設置されている。なお、駅構内にはエレベータが設置されている。
ICOCA利用可能駅（相互利用可能ICカードはICOCAの項を参照）。また、JR特定都区市内制度における「広島市内」の駅であり、山陽本線では最も西になる。

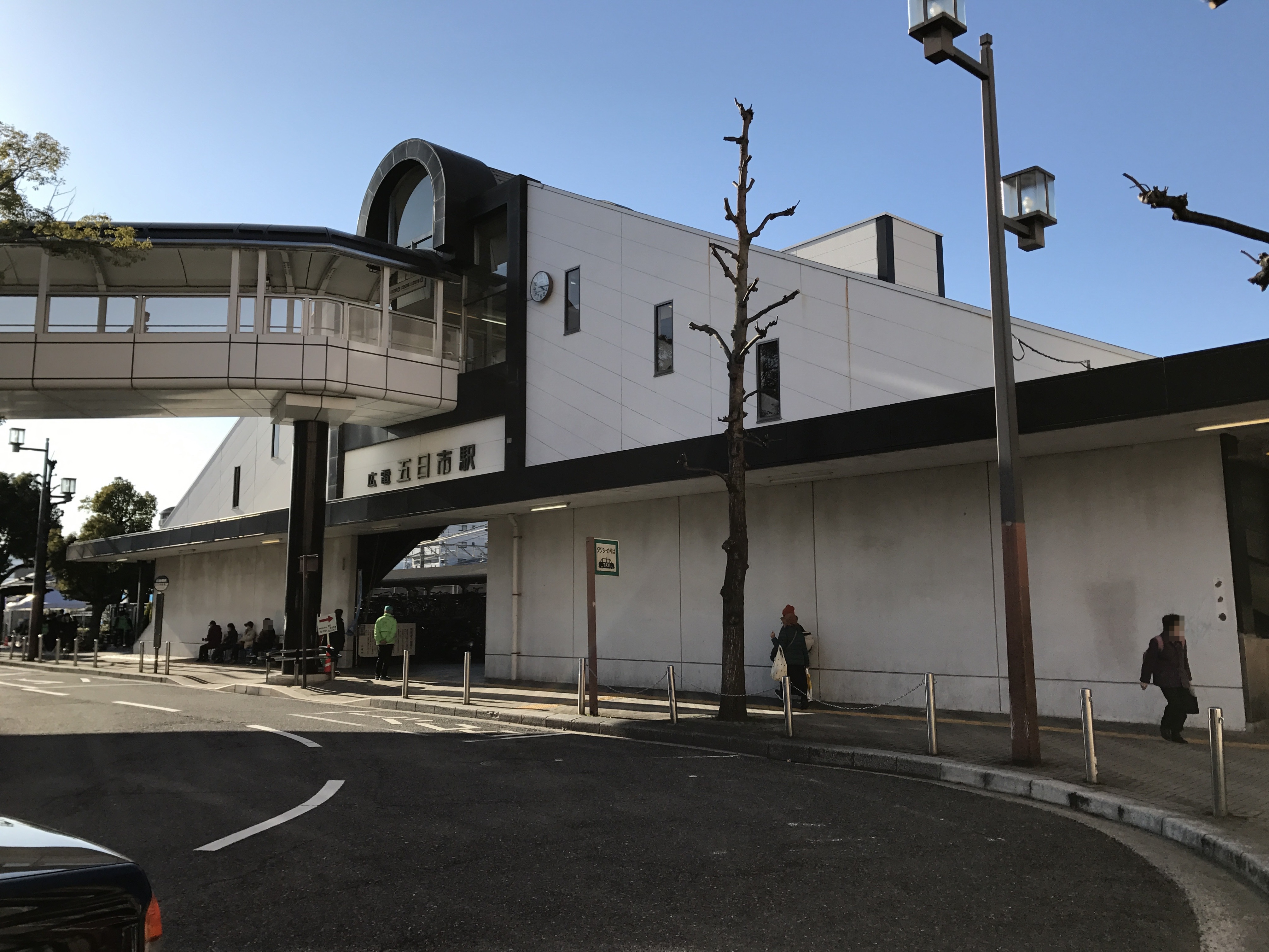
南口（2017年3月）

直営駅。駅スタンプが設置されている。

### のりば
| のりば | 路線     | 方向 | 行先             | 備考                                                                    |
| ------ | -------- | ---- | ---------------- | ----------------------------------------------------------------------- |
| 1      | 山陽本線 | 上り | 広島方面         | 当駅始発と一部列車は2番のりばから発車                                   |
| 2・3   | 山陽本線 | 下り | 宮島口・岩国方面 | 2番のりばは一部列車 ・TWILIGHT EXPRESS 瑞風（山陽コース下り車内泊）のみ |

付記事項
- 上り本線は1番のりば、下り本線は3番のりば。上下共用の待避線（中線）である2番のりばは上り広島方面・下り岩国方面の双方に出発信号機が設置されていて、双方向に折返し可能であるが、岩国方面へ折返す列車は設定されていない。
- 平日のみ岩国発で運転される快速「通勤ライナー」は当駅から広島駅まで各駅に停車する。

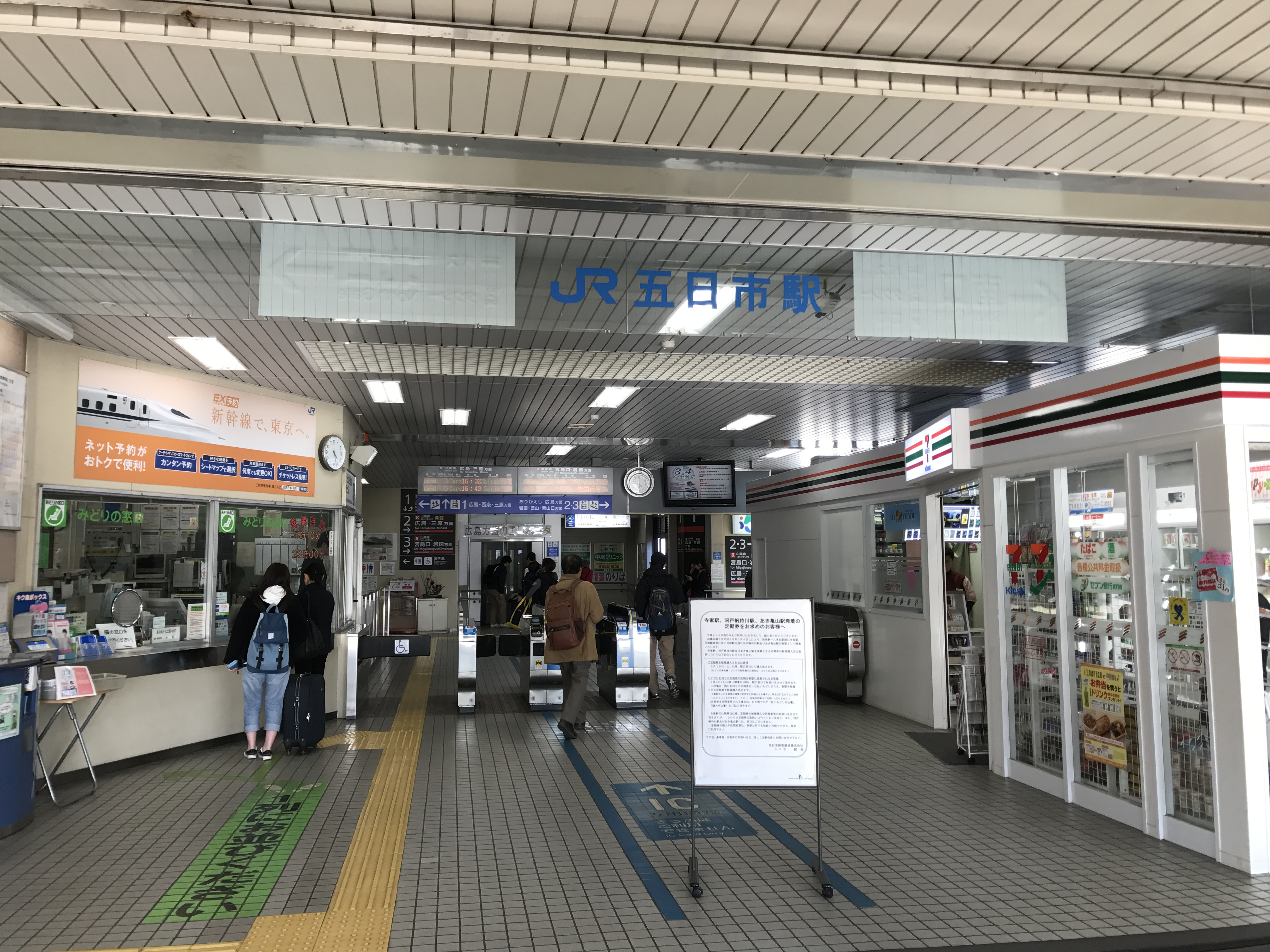
改札口（2017年3月）
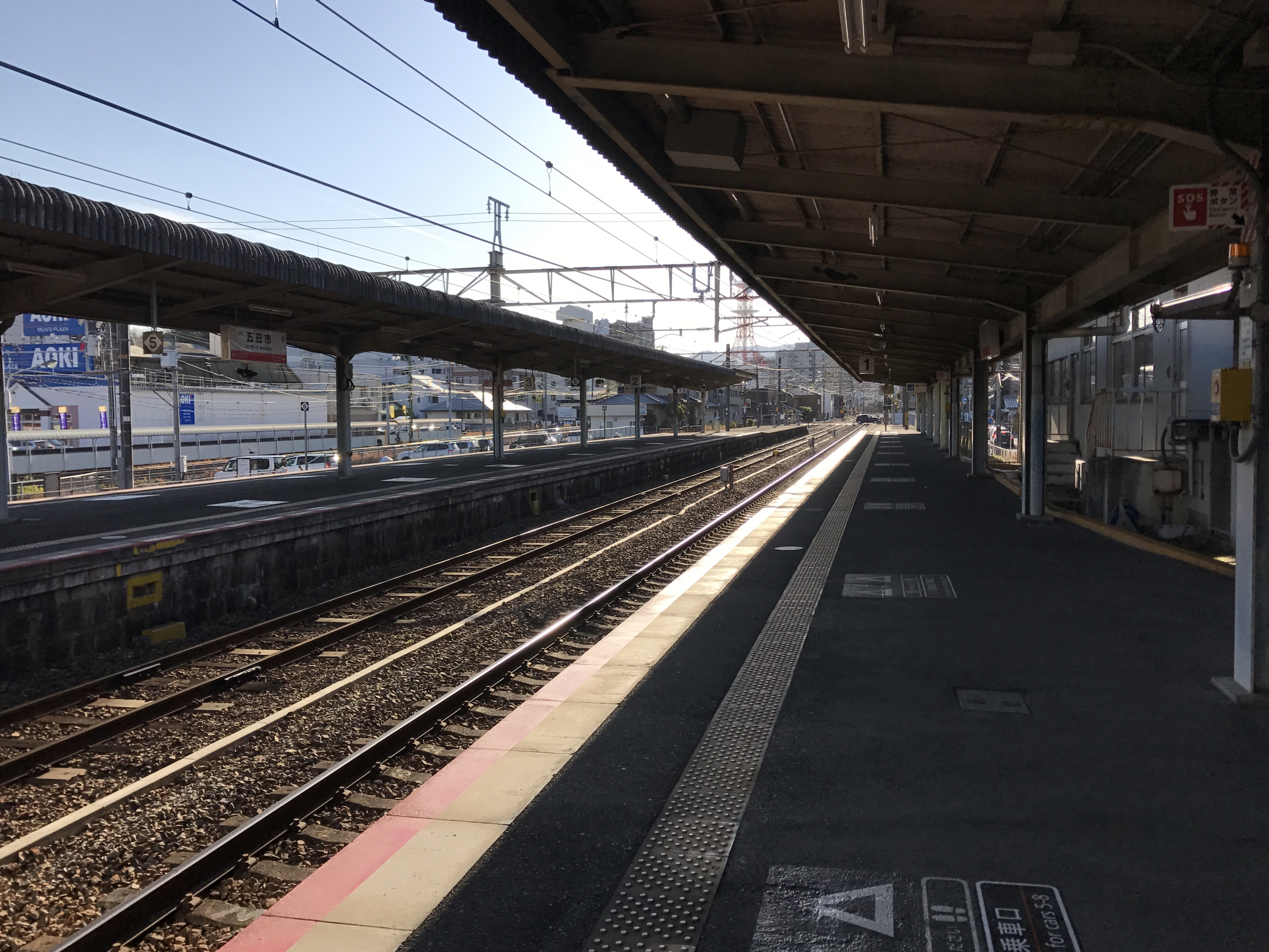
ホーム（2017年3月）

## 利用状況
以下のデータは「広島県統計年鑑」及び「広島市統計書」に基づいたものである。
| 年度                | 1日平均 乗車人員 |
| ------------------- | ---------------- |
| 1984年（昭和59年）  | 7,762            |
| 1985年（昭和60年）  | 7,464            |
| 1986年（昭和61年）  | 7,699            |
| 1987年（昭和62年）  | 9,622            |
| 1988年（昭和63年）  | 10,922           |
| 1989年（平成 元年） | 10,356           |
| 1990年（平成02年）  | 11,173           |
| 1991年（平成03年）  | 11,987           |
| 1992年（平成04年）  | 12,426           |
| 1993年（平成05年）  | 12,905           |
| 1994年（平成06年）  | 13,152           |
| 1995年（平成07年）  | 13,126           |
| 1996年（平成08年）  | 13,163           |
| 1997年（平成09年）  | 12,612           |
| 1998年（平成10年）  | 12,292           |
| 1999年（平成11年）  | 12,206           |
| 2000年（平成12年）  | 12,117           |
| 2001年（平成13年）  | 11,902           |
| 2002年（平成14年）  | 11,902           |
| 2003年（平成15年）  | 12,075           |
| 2004年（平成16年）  | 12,171           |
| 2005年（平成17年）  | 12,376           |
| 2006年（平成18年）  | 12,477           |
| 2007年（平成19年）  | 12,730           |
| 2008年（平成20年）  | 12,806           |
| 2009年（平成21年）  | 12,818           |
| 2010年（平成22年）  | 12,731           |
| 2011年（平成23年）  | 12,757           |
| 2012年（平成24年）  | 13,265           |
| 2013年（平成25年）  | 13,414           |
| 2014年（平成26年）  | 13,051           |
| 2015年（平成27年）  | 13,489           |
| 2016年（平成28年）  | 13,598           |
| 2017年（平成29年）  | 13,619           |
| 2018年（平成30年）  | 13,488           |
| 2019年（令和 元年） | 13,404           |
| 2020年（令和02年）  | 10,701           |
| 2021年（令和03年）  | 10,764           |
| 2022年（令和04年）  | 11,664           |

乗車数グラフ

## 駅周辺
- 五日市福屋
  - フタバ図書 五日市福屋店
- アヴィーユビル
  - スパーク 五日市駅前店
  - アヴィーユボウル
  - 快活CLUB 五日市駅前店
  - エニタイムフィットネス 五日市店
- 広島なぎさ中学校・高等学校
- 広電五日市駅（2号線 草津方面 - 楽々園方面）

## バス路線
五日市駅北口バス停と五日市駅南口バス停に広電バスが発着している。南口にはひろでんモビリティサービスが運行する五日市湾岸地区AIオンデマンドバス「SMART MOVER」（予約制）の乗降ポイントもある。
1番のりば 五日市駅北口 バス停
- 1 （岡の下橋経由）東観音台団地・薬師が丘団地・彩が丘団地・藤の木団地・免許センター・ジアウトレット広島・五月が丘・広島修道大学・広島市立大学方面

2番のりば 五日市駅北口 バス停
- 2 （中地経由）山田団地・美鈴が丘団地・美鈴が丘高校方面
- 広島空港行き ジャンボタクシー（ひろでんモビリティサービス）

五日市駅南口 バス停
- 3 東観音台線 （楽々園経由）東観音台団地方面
- 4 湯来線 杉並台・湯来温泉方面

SMART MOVER スマートストップ（乗降ポイント） 五日市駅南口（え01）
- 予約制 五日市湾岸地区AIオンデマンドバス「SMART MOVER」（スマートムーバー）のスマートストップ（乗降ポイント）

## 隣の駅
西日本旅客鉄道（JR西日本）
 山陽本線
■快速「シティライナー」（土休日のみ運転）
横川駅 (JR-R03) - 五日市駅 (JR-R06) - 宮島口駅 (JR-R10)
■快速「通勤ライナー」（平日朝上りのみ運転）
新井口駅 (JR-R05) ← 五日市駅 (JR-R06) ← 宮内串戸駅 (JR-R08)
■普通
新井口駅 (JR-R05) - 五日市駅 (JR-R06) - 廿日市駅 (JR-R07)